# 拙赤哥
拙赤哥（？—1265年），克烈土别燕氏（拓跋氏）人，元朝将领。按扎儿的次子，忙汉的弟弟。
拙赤哥开始入蒙哥大汗的宿卫，跟随忽必烈征伐南宋鄂州、汉阳，拙赤哥立功被赐白金。元世祖中统三年（1262年），跟随征讨济南反蒙的军阀李璮，拙赤哥战死。其子闊闊朮。